# Bandera de Burkina Faso
La bandera de Burkina Faso està formada per dues bandes horitzontals, una de vermella a sobre i una de verda a sota. Al mig es troba una estrella de cinc puntes de color groc. El vermell representa el color de la revolució socialista i el verd la riquesa del país. El color groc de l'estrella representa la llum que guia la revolució. A més, el verd, el vermell i el groc són els colors panafricans.
Aquesta bandera va substituir l'antiga tricolor horitzontal negra, blanca i vermella, quan l'Alt Volta va esdevenir Burkina Faso el 1984.

## Altres banderes

Bandera de l'Alt Volta (1960-1984) (proporcions 2:3)